# Arcade (Geòrgia)
Arcade és una població dels Estats Units a l'estat de Geòrgia. Segons el cens del 2000 tenia 1.643 habitants.

## Demografia
Segons el cens del 2000, Arcade tenia 1.643 habitants, 565 habitatges, i 457 famílies. La densitat de població era de 98,2 habitants per km².
Dels 565 habitatges en un 42,7% hi vivien nens de menys de 18 anys, en un 62,5% hi vivien parelles casades, en un 11,7% dones solteres, i en un 19,1% no eren unitats familiars. En el 15,6% dels habitatges hi vivien persones soles l'1,9% de les quals corresponia a persones de 65 anys o més que vivien soles. El nombre mitjà de persones vivint en cada habitatge era de 2,91 i el nombre mitjà de persones que vivien en cada família era de 3,19.
Per edats la població es repartia de la següent manera: un 29,8% tenia menys de 18 anys, un 8,8% entre 18 i 24, un 35,5% entre 25 i 44, un 20,8% de 45 a 60 i un 5,1% 65 anys o més.
L'edat mediana era de 33 anys. Per cada 100 dones de 18 o més anys hi havia 104,4 homes.
La renda mediana per habitatge era de 37.604 $ i la renda mediana per família de 37.750 $. Els homes tenien una renda mediana de 31.914 $ mentre que les dones 21.602 $. La renda per capita de la població era de 15.159 $. Entorn de l'11,9% de les famílies i el 12,4% de la població estaven per davall del llindar de pobresa.

## Poblacions més properes
El següent diagrama mostra les poblacions més properes.